# NGC 7735
NGC 7735 é uma galáxia elíptica (E) localizada na direcção da constelação de Pegasus. Possui uma declinação de +26° 13' 56" e uma ascensão recta de 23 horas, 42 minutos e 17,3 segundos.
A galáxia NGC 7735 foi descoberta em 5 de Setembro de 1828 por John Herschel.